# Inverness
Inverness (Inbhir Nis, en gaèlic) és el centre administratiu de la regió de les Highlands, i havia estat la capital del comtat d'Inverness-shire.
Inverness se situa a la desembocadura del riu Ness, al nord-est d'Escòcia. La ciutat deu el nom a la seva posició geogràfica: Inbhir Nis significa 'desembocadura del Ness'. El riu prové del proper llac Ness i connecta, més enllà, amb el canal de Caledònia, amb el llac Oich i el llac Lochy.
La plana de Culloden es troba al costat d'Inverness. Fou l'escenari de la batalla de Culloden el 1746, que posà punt final a la revolta jacobita del 1745-1746.
Inverness és el lloc idoni per als amants de la gaita. Cada any, al mes de setembre, la ciutat acull la més prestigiosa competició de gaiters d'arreu del món.

## Història
Inverness era ja una plaça forta en temps dels pictes. Aquesta plaça fou visitada el 565 per Columba de Iona, amb la intenció de convertir el rei picte Bridei. Se suposa que Bridei hauria viscut al fort de Craig Phadrig, a 2,4 km a l'oest de la ciutat. El castell d'Inverness hauria estat construït per Malcolm Canmore després que ell mateix hagués destruït el que hi havia prèviament, on Macbeth hauria mort Duncan.
Guillem el Lleó atorgà quatre cartes reials a Inverness, una de les quals converteix la ciutat en burgh reial. Alexandre II hi creà el 1233 una abadia dominica de la qual resten pocs vestigis.

Durant el transcurs de la batalla de Harlaw del 1411, Donald Lord of the Isles devastà la ciutat. Setze anys més tard, Jaume I convocà al castell els cabdills del nord i tres d'aquests seran executats per haver reivindicat la seva independència.
El 1562, per tal d'acabar amb la insurrecció del comte Huntly, Maria Stuart arribà a Inverness i veié refusat el seu intent d'accedir al castell, que llavors pertanyia al comte. La casa on s'allotjà Maria Stuart en aquella ocasió és encara visible al Bridge Street. La festa de Marymass fair, el dissabte més proper al 15 d'agost, serveix per a commemorar tant la Maria de Déu com Maria Stuart.
Més enllà del límit nord de la ciutat, Oliver Cromwell hi feu construir un fort capaç d'acollir 1.000 persones; exceptuant un tros de les muralles, fou enderrocat durant la Restauració. El 1715, els jacobites ocuparen la fortalesa reial. El 1727, el govern construí el fort Georges, que caigué també a mans dels jacobites el 1746, que el feren esclatar.
El 7 de setembre del 1921, el Cabinet ministerial del Regne Unit es reuní a Inverness; ha estat l'únic cop que el Cabinet s'ha reunit fora de Londres. Fou quan David Lloyd George, trobant-se de vacances a Gairloch, hagué de convocar una reunió de crisi per tractar la situació d'Irlanda. La reunió d'Inverness servirà de base per al tractat angloirlandès.

## Llocs d'interès
Els llocs d'especial interès d'Inverness són el castell, la catedral de Sant Andreu, així com nombroses esglésies. Cal destacar-ne l'Old High Church, just al costat del riu. Els campanars són del segle xvi, cosa que converteix aquest edifici en el més antic d'Inverness encara en peus. El castell es construí sobre el lloc on hi havia un castell medieval, el 1835.
Les vores del riu Ness, les seves illes i el Bught són llocs de passeig agradables, com també ho són els turons amb boscos de Craig Phadraig i de Craig Dunain.

## La ciutat avui
El desembre de l'any 2000, Inverness va rebre l'estatut de ciutat de part del regne. Inverness és l'única ciutat de les Highlands que té aquest estatut, i només Edimburg, Glasgow i Aberdeen el tenen a Escòcia. El 2001, la població d'Inverness era d'aproximadament de 51.000 habitants, nombre que s'hauria de doblar en els propers 30 anys. Recentment, s'ha designat Inverness com la ciutat d'Europa occidental que creix més, n'és un exemple la gran urbanització que ha crescut durant els darrers anys a l'oest de la ciutat. El turisme té un paper important en l'economia de la ciutat, juntament amb l'administració i el sector de la sanitat. La major part de les indústries tradicionals, com les destil·leries, han estat reemplaçades pel sector de l'alta tecnologia. El comerç n'és un altre sector majoritari. El centre comercial Eastgate s'ha ampliat recentment, i ha esdevingut un dels més grans d'Escòcia.
La ciutat té dos clubs de futbol: l'Inverness Caledonian Thistle FC i el Clachnacuddin FC. Bught Park, situat al centre de la ciutat, és el punt d'arribada de la marató anual del llac Ness.

## Transports
L'estació d'Inverness enllaça la ciutat amb Perth, Edimburg, Glasgow, Londres, Aberdeen, Thurso, Wick i Kyle of Lochalsh. L'aeroport d'Inverness és a 15 km a l'est de la ciutat i se'n pot viatjar fins a les grans ciutats del Regne Unit i les illes del nord i de l'oest d'Escòcia. Tres carreteres nacionals enllacen amb Aberdeen, Perth, Elgin, Thurso i Glasgow.

## Toponímia

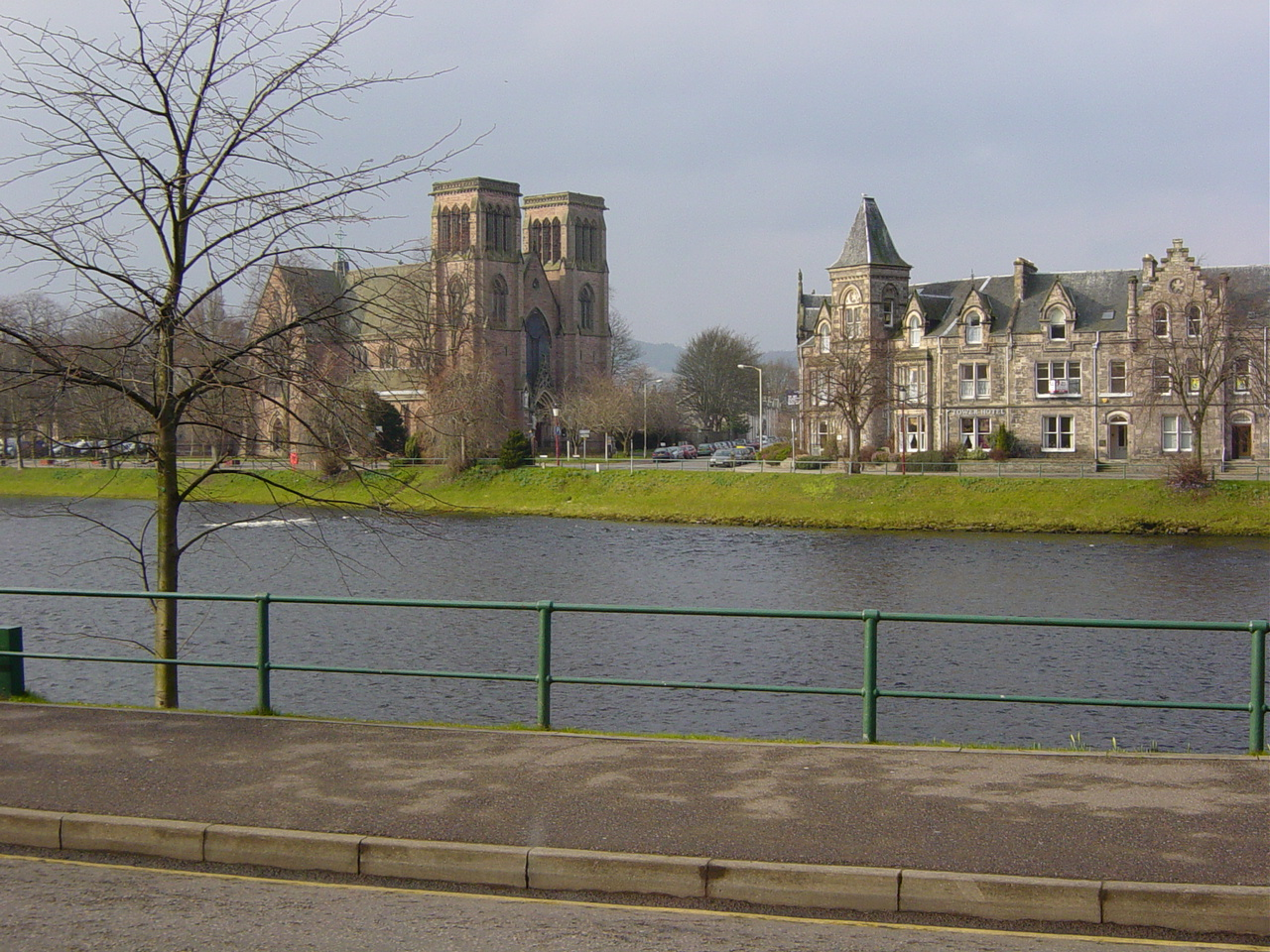
La catedral de Sant Andreu

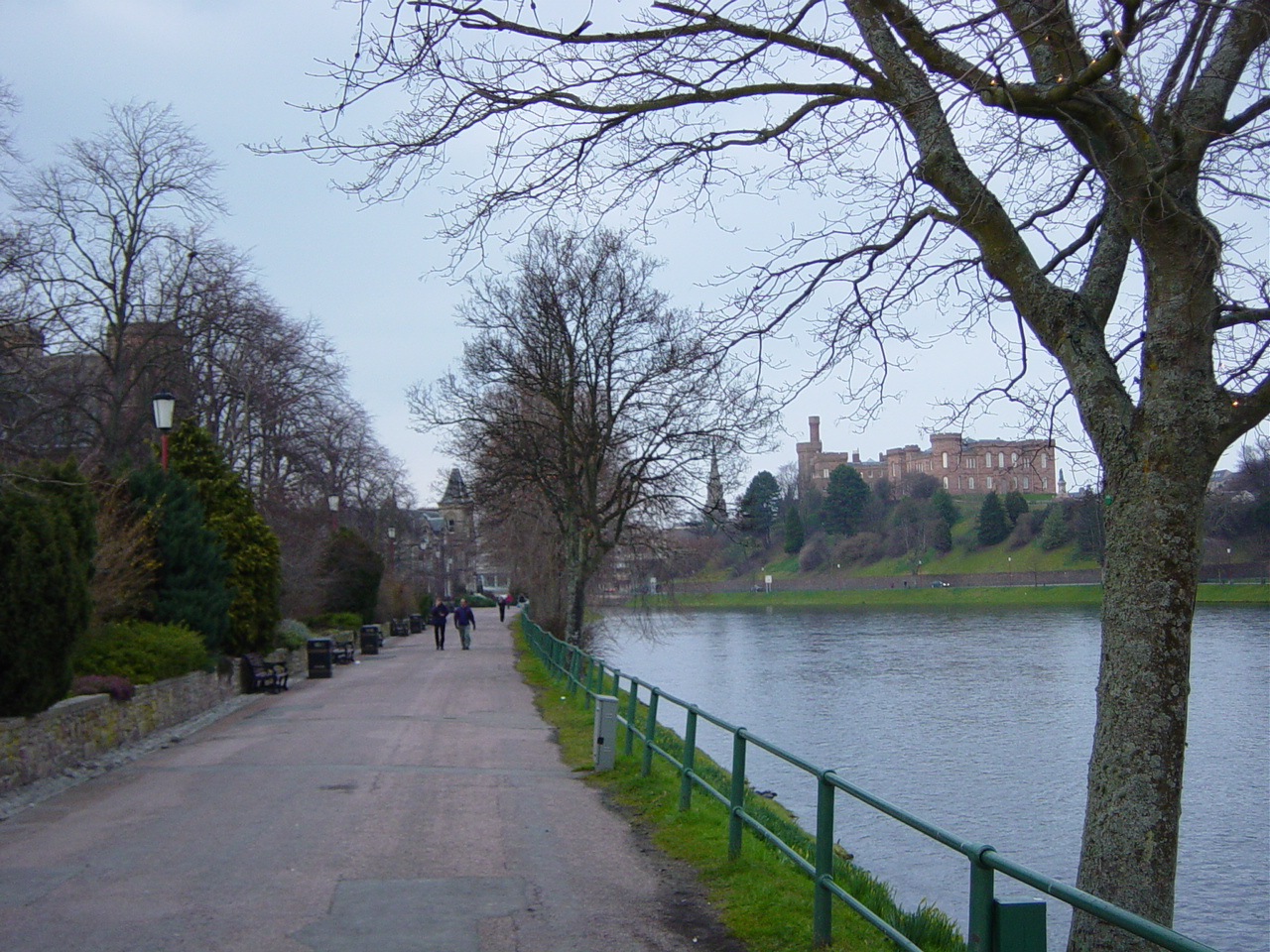
El riu Ness i el castell

A Inverness i rodalia, hi ha molts topònims d'origen gaèlic:
| Nom en anglès  | Original gaèlic     | Significat                  |
| -------------- | ------------------- | --------------------------- |
| Inverness      | Inbhir Nis          | Desembocadura del riu Ness  |
| Ben Wyvis      | Beinn Uais          | Muntanya del terror         |
| Scorguie       | Sgurr Gaoithe       | Turó del vent               |
| Clachnaharry   | Clach na h-Aithrigh | Roca del penediment         |
| Balloch        | Am Bealach          | El pas                      |
| Resaurie       | Ruigh Samhraidh     | Pendent d'estiu             |
| Raigmore       | Rathaig Mhòir       | Gran fortalesa              |
| Balnafettack   | Baile nam Feadag    | Granja dels dromes          |
| Culloden       | Chùil Lodair        | Racó del pantà              |
| Dalneigh       | Dail an Eich        | Camp del cavall             |
| Culduthel      | Cuil Daothail       | Lloc del nord               |
| Culcabock      | Cùil na Càbaig      | Darrere el camp de conreu   |
| Dalmagarry     | Dail Mac Gearraidh  | Fill Haugh de Garry         |
| Tomatin        | Tom Aitinn          | Turó del ginebre            |
| Dell           | Dail MhicEachainn   | Haugh de MacEachen          |
| Diriebught     | Tìr nam Bochd       | Terra dels pobres           |
| Dochfour       | Dabhach Phùir       | Terres de pastura de Davoch |
| Dochgarroch    | Dabhach Gairbheach  | Lloc erm de Davoch          |
| Dores          | Dubhras             | Fusta negra                 |
| Drummond       | An Druimein         | La cresta                   |
| Drumossie      | Druim Athaisidh     | Cresta del gran Haugh       |
| Castle Heather | Caisteal Leathoir   | Castell del pendent         |
| Inshes         | Na h-Innseagan      | Els prats                   |
| Kessock        | Ceasaig             | (Sant) Ceasaig              |
| Kimmylies      | Ceann a' Mhìlidh    | El cap dels guerrers        |
| Leachkin       | Leacainn            | Carena ampla                |
| Merkinch       | Marc Innis          | El prat del cavall          |
| Millburn       | Allt a' Mhuilinn    | Riu del Molí                |
| Slackbuie      | An Slag Buidhe      | El forat groc               |
| Smithton       | Baile a' Ghobhainn  | Vila del Ferrer             |
| Tomnahurich    | Tom na h-Iubhraich  | Cresta del teix             |
| Torvean        | Tòrr Bheathain      | Turó de MacBean             |
| Abertarff      | Obar Thairbh        | Boca del riu Bull           |
| Ballifeary     | Baile na Faire      | Poble del guardià           |

Durant el període colonial, el nom d'Inverness fou donat a diferents poblacions de Nova Escòcia, Montana, Florida, Illinois, i Califòrnia. També se li ha donat el nom d'Inverness a una part del relleu de Miranda, una de les llunes d'Urà.
A Inverness, se la coneix també amb els sobrenoms d'Inversnecky, Invershneckie o The Shneck.

## Personatges il·lustres
- Bruce MacGregor.

## Llocs d'interès
- Moniack Mhor